# Яранга

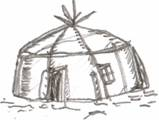
Яранга

Яра́нга (з чукотської) — назва переносного житла народів Північно-Східного Сибіру на крайній півночі Азії (Чукотський автономний округ Росії).

## Будування і структура
Яранга у плані кругла, зі скошеними до осереддя стінками, являє собою розбірне напівсферичне шатро (намет). Каркас, тобто циліндрична стіна й конічна покрівля складалися з трьох основних жердин (тичин). У тундрових чукчів яранги вкривались оленячими шкурами (таких шкур на будівництво однієї яранги могло бути використано аж 50), у приморських чукчів, ескімосів, ітельменів і коряків — моржовими. 

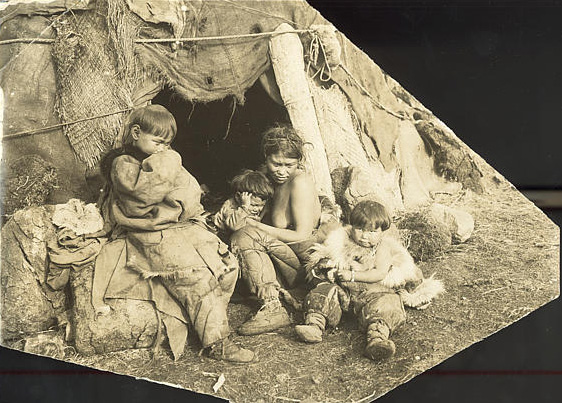
Чукотська жінка з дітьми біля яранги

Всередині яранга розділялась пологами у вигляді великих глухих хутряних мішків з оленячих шкур, розтягнутих на тичинах. Таким чином житло чукчів, зазвичай, було розділене на чотагін — холодну частину, яка крім функції сіней грала ще й роль комори, та теплу частину — власне полог, в якій мешканці яранги проводили більшу частину часу і спали. У великих ярангах заможних господарів пологів могло бути декілька, виокремлених по різні боки яранги. 
Освітлювалась й опалювалася яранга кам'яною, глиняною або дерев'яною жировою лампою. Їжу готували на багатті в чотагіні. Яранга приморських чукчів відрізнялася від житла оленярів відсутністю димового отвору.

## Розповсюдження

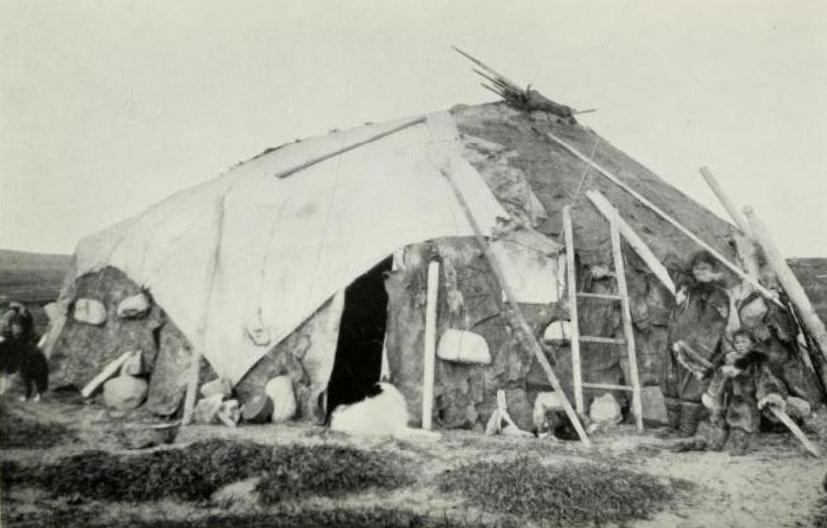
Яранга

Яранга розповсюджена у кочових чукчів і коряків, а також ітельменів, ескімосів, деяких груп евенів та юкагірів. 
У радянський період яранги використовували в оленярських колгоспних бригадах, в наш час яранги як житло втратили своє значення.